# José Ignacio Correa de Saá
José Ignacio Correa de Saá (Mendoza, ca. 1803 - junio de 1835) fue un militar argentino que participó en la guerra de independencia y de la guerra civil de su país.

## Biografía
Hijo del matrimonio formado por José María Correa de Saá y Soto con doña Juana María de Zorraindo y Zapata. Hermano de José Félix Correa de Saá y Zorraindo. Sobrino nieto de los Correa de Saá y Peñalosa, por lo tanto tío de Buenaventura de Arzac y Correa de Saá y de los destacados políticos chilenos Carlos y Rafael Correa de Saa y Lazón.
Se enroló en el Regimiento de Granaderos a Caballo en 1819, y al año siguiente participó en la Expedición Libertadora del Perú bajo el mando de Mariano Necochea, participando en la toma de Lima, y en la defensa de la ciudad ante el frustrado ataque del general José Canterac. Participó en la Campaña de Intermedios a órdenes de su hermano José Félix Correa de Saá.
Regresó a Buenos Aires en 1826 y se incorporó al ejército de observación sobre la Banda Oriental. Participó en la guerra del Brasil a órdenes de Lucio Norberto Mansilla, combatiendo en las batallas de Ituzaingó, Camacuá y Padre Filiberto.
Regresó a Buenos Aires con el coronel Enrique Martínez, y participó en la campaña contra Juan Manuel de Rosas, combatiendo en la derrota de Puente de Márquez. Tras la retirada de Lavalle permaneció un tiempo en el ejército porteño, pero en 1830 pasó a Córdoba.
A órdenes del general Paz, luchó en la victoria de Oncativo sobre Facundo Quiroga, y luego participó en la invasión a las provincias de Cuyo. Combatió a órdenes de José Videla Castillo en la derrota de Rodeo de Chacón, en la que fue tomado prisionero. Permaneció en Mendoza durante los años siguientes, pasado a las filas de los federales.
En 1833 fue ayudante del general José Félix Aldao en su campaña al desierto.
En 1835 denunció al gobernador Molina que se estaba preparando una revolución en su contra. Este lo envió a conferenciar con los complotados, pero éstos lo convencieron de unirse a ellos. Molina lo llamó para interrogarlo, con lo que se inició un juicio. Las complicaciones de la conspiración, organizada desde San Juan por el ministro Oro, causaron una acusado de traición en su contra, por la que fue condenado a muerte y ejecutado en junio de 1835.